# Finlandia en los Juegos Olímpicos de Lillehammer 1994
Finlandia estuvo representada en los Juegos Olímpicos de Lillehammer 1994 por un total de 61 deportistas que compitieron en 8 deportes.  
La portadora de la bandera en la ceremonia de apertura fue la esquiadora de fondo Marja-Liisa Kirvesniemi.

## Medallistas
El equipo olímpico finlandés obtuvo las siguientes medallas:
| Nombre                                                    | Deporte            | Competición |
| --------------------------------------------------------- | ------------------ | ----------- |
| Oro                                                       |                    |             |
| —                                                         |                    |             |
| Plata                                                     |                    |             |
| Mika Myllylä                                              | Esquí de fondo     | 50 km M     |
| Bronce                                                    |                    |             |
| Marja-Liisa Kirvesniemi                                   | Esquí de fondo     | 5 km F      |
| Marja-Liisa Kirvesniemi                                   | Esquí de fondo     | 30 km F     |
| Mika Myllylä                                              | Esquí de fondo     | 30 km M     |
| Jari Isometsä Harri Kirvesniemi Mika Myllylä Jari Räsänen | Esquí de fondo     | 4 × 10 km M |
| Equipo                                                    | Hockey sobre hielo | Torneo M    |